# Martina Šmejkalová
Martina Šmejkalová (* 28. září 1970 Praha) je česká bohemistka a historička.

## Život a dílo
Po absolvování gymnázia v Praze 10, Přípotoční ulici se zaměřením na kulturně-výchovnou činnost vystudovala obor český jazyk a literatura – hudební výchova na Pedagogické fakultě Univerzity Karlovy. Absolvovala v roce 1994 diplomovou prací Grafická stránka vybraných rukopisů Dalimilovy kroniky, která byla uznána jako práce rigorózní.
V letech 1994–1996 pracovala jako středoškolská učitelka českého jazyka a hudební výchovy na gymnáziu v Praze 5, Loučanské ulici. V lednu 1996 nastoupila jako odborná asistentka na katedru českého jazyka PedF UK. Na této fakultě složila 12. září 2000 rigorózní zkoušku a 20. května 2003 ukončila obhajobou disertační práce Vývojová problematika ve vyučování českému jazyku na středních školách v letech 1918–1939 doktorské studium.
Od roku 2009 působí jako vedoucí katedry českého jazyka PedF UK. V roce 2010 byla na základě obhajoby habilitační práce Čeština a škola – úryvky skrytých dějin jmenována docentkou pro obor české a československé dějiny. V prosinci 2021 ji prezident republiky na návrh Vědecké rady Masarykovy univerzity jmenoval profesorkou pro obor obecná a diachronní lingvistika.
V roce 2012 koncipovala a organizovala přípravu doktorského studia Didaktika českého jazyka, akreditovaného na Pedagogické fakultě UK od roku 2013. Byla či je členkou odborných expertních orgánů pro oblast filologie (GA ČR, GA UK), vědeckých rad pedagogických fakult v Praze a Ostravě, členkou redakčních rad oborových recenzovaných časopisů (Český jazyk a literatura, Marginalia historica, Didaktické studie, Nová čeština doma a ve světě, Cizí jazyky) a odborných grémií (Jazykovědného sdružení České republiky, Centra výzkumu základního vzdělávání na PedF UK v Praze a Rady Programu rozvoje vědních oblastí Škola a učitelská profese v kontextu rostoucích nároků na vzdělávání). Byla členkou stálé pracovní skupiny AK pro oborové didaktiky.
Ve své vědecké činnosti se vedle lingvodidaktiky češtiny věnuje především tématům spjatým s historií bohemistiky a výuky českého jazyka.
Je vdaná, jejím manželem je novinář Pavel Šmejkal, a má dvě děti.